# Pageboy

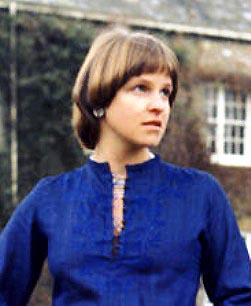
Um exemplo de pageboy curto dos anos 70. Com comprimento abaixo da orelha e enrolado para dentro no final.

O pageboy ou pajem (às vezes chamado Doggone Hair) é um corte de cabelo nomeado em homenagem ao que se acreditava ser um típico corte de cabelo do final da Idade Média, o bowl cut, conhecido no Brasil como corte de tigela ou cabelo de cuia.
Este corte parte de uma base reta com cumprimento curto ou médio que segue circulando a cabeça, conferindo o formato arredondado que dá o nome ao estilo. Muitas vezes há uma franja reta e volumosa na frente. Este estilo era popular no final dos anos 50 e 60.

## Design e estilo
O penteado page, foi desenvolvido e popularizado para as mulheres na década de 1950. Sua característica mais notável foram as franjas tornadas famosas pelo glamour e modelo fetiche dos anos 50: Bettie Page. Foi vendido ao público como os penteados usados historicamente pelos pageboys ingleses. As maiores atrizes de cinema dos anos 2000 apoiaram os pageboys, e muitas mulheres da moda adotaram. Um pageboy bem cortado é fácil de manter, e nos anos 50 era um visual arrojado e elegante.  O page ou é um pouco semelhante a um longo corte de bob cut.
Um penteado de pageboy é um corte de cabelo que é projetado para cabelos de comprimento médio a curto. Nos anos 50, o pageboy geralmente parava no comprimento dos ombros, mas, mais tarde, o cabelo foi cortado logo abaixo da orelha, onde se enrola por baixo; em um pageboy ao contrário, o cabelo é enrolado para fora. Muitos cabeleireiros podem fazer um pageboy e explicar como ele é mantido. Este look adapta-se a uma variedade de tipos de rosto e corpo.    Um pageboy flip tem a parte de baixo invertida para encaracolar para fora. Hoje em dia, o pajem é geralmente do ombro ou um pouco mais longo.

## Na cultura popular

### Para mulheres
No início dos anos 50, a cabeleireira M. Lewis popularizou este estilo. A cantora Toni Tennille, do dueto pop dos anos 70 Captain & Tennille, usava um como seu visual de marca registrada. No filme vencedor do Oscar One Flew Over the Cuckoo's Nest, a vilã Enfermeira Ratched é conhecida por seu pageboy.  No episódio Gone, da série estadunidense Buffy the Vampire Slayer, a personagem Buffy tem o cabelo cortado num pageboy. Nos desenhos animados da TV dos anos 60 Underdog, o programa damsel in distress , a Doce Polly Purebred (voz de Norma Macmillan) tem o corte como seu look de marca registrada.  AnnaSophia Robb como Violet Beauregarde e Missi Pyle como a mãe de Violet, Scarlett Beauregarde, na versão em filme de Charlie and the Chocolate Factory ambas tinham um pageboy esportivo. Na série de TV de 2003 All Grown Up!, (um spin-off de Rugrats), Angelica Pickles, Angelica Pickles (interpretado por Cheryl Chase) porta um pageboy.
Velma Dinkley, das várias séries animadas do Scooby-Doo, usou um pequeno pageboy desde a sua primeira aparição. A "Rei Ayanami", de Neon Genesis Evangelion usa um pajem desgrenhado. No final da série anime japonesa Kill la Kill, Satsuki Kiryuin corta seu cabelo num estilo do page. No bestseller de John Green, The Fault in Our Stars, a narradora e personagem principal Hazel Grace Lancaster corta o cabelo em um pageboy. As mulheres mais proeminentes a usar pageboys nos anos 70 e 80 foram a atrizes Joanna Lumley, como a personagem Purdey na televisão The New Avengers, e Diana, Princesa de Gales - na verdade, era também conhecida como a "Purdey Cut" e a "Lady Di" no Reino Unido na época.

### Para homens
O pageboy foi popular pela primeira vez nos anos 1900 com meninos pequenos, popularizado por atores infantis, tais como John Tansey e, mais tarde, Jackie Coogan. O olhar do pajem nos rapazes é frequentemente referido como o Dutch Boy, personagem fictício popular. O pageboy voltou à moda masculina nos anos 60 para homens adultos com cabelos lisos depois de ser popularizado por bandas de rock britânicas como The Beatles e The Rolling Stones. Isto foi copiado por muitas das bandas norte-americanas de rock/punk garage, incluindo The Chocolate Watchband, os Misterians e Count Five.
Andy Warhol e alguns membros do The Velvet Underground também apoiaram o corte de cabelo andrógino. Os primeiros cortes de cabelo dos Ramones foram pageboys alongados, também apoiados, embora menos longos, pelos membros masculinos da banda Blondie. Nos anos 80, o corte de cabelo tornou-se um símbolo da música garage punk e UK beat, como visto no álbum Rockabilly Psychosis and the Garage Disease e usado por bandas com influências dos anos 60, como The Barracudas e Primal Scream. O guitarrista principal, Mansun, Dominic Chad, era conhecido por ter feito este corte de cabelo no final dos anos noventa.

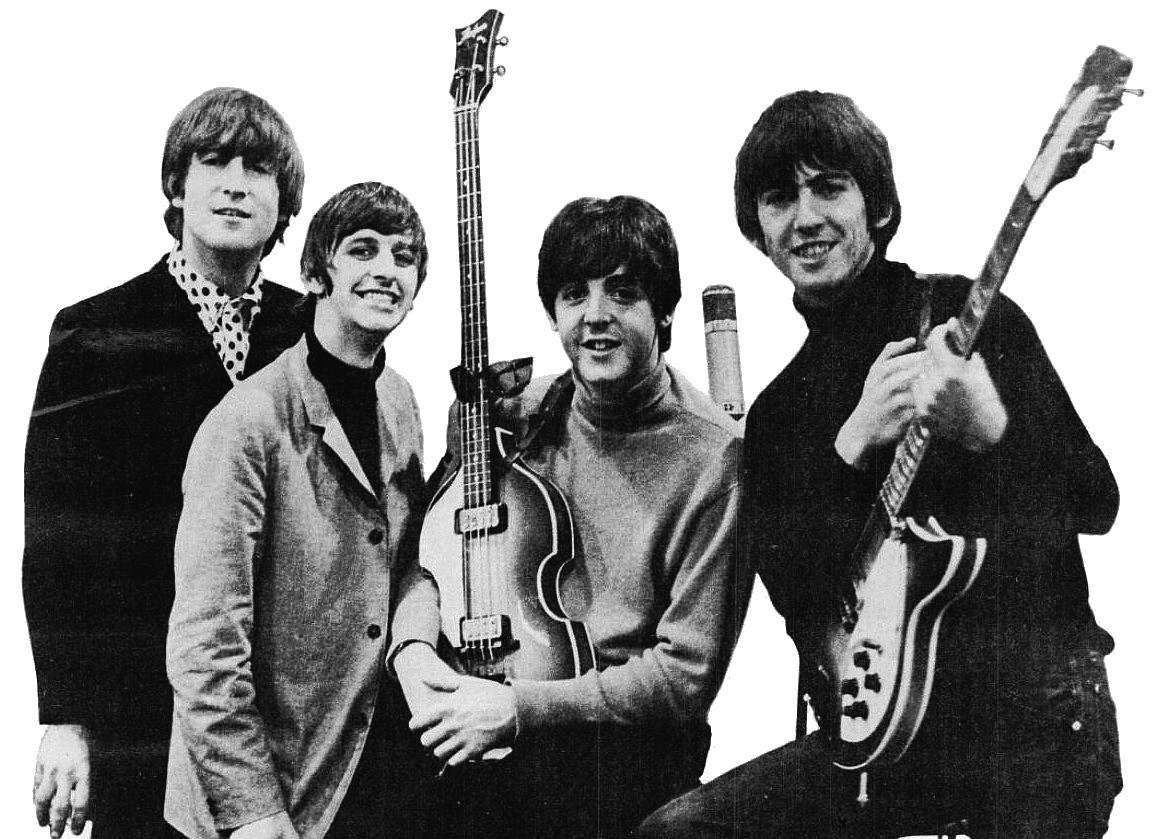
Os Beatles em 1965. Usando um corte pageboy, às vezes chamado de "mop top".

Embora atualmente seja um penteado muito mais usado por mulheres, muitos homens o usaram, incluindo personagens como Mowgli em  A versão de 1967 de The Jungle Book, He-Man em sua encarnação dos anos 80,  Anton Chigurh em No Country for Old Men, e a estrela  da banda desenhada americana Prince Valiant. Esta última instância inspirou o apelido de "Prince Valiant" ou "Prince Valiant cut" do pajem. O personagem de Willy Wonka, interpretado por Johnny Depp na versão cinematográfica de Charlie and the Chocolate Factory usou este penteado.
David McCallum usou o penteado da série de TV de 1975 The Invisible Man e o ator infantil Adam Rich, popularizou o estilo do penteado para as crianças na série Eight is Enough, que decorreu de 1977 a 1981.